# Guerra civile afghana (1928-1929)
La guerra civile afghana venne combattuta dal 14 novembre 1928 al 13 ottobre 1929. Le forze ribelli e poi di governo dei saqqawisti al comando di Habibullāh Kalakāni combatterono contro varie tribù opposte e monarchi rivali nel regno dell'Afghanistan, tra i quali un ruolo rilevante ebbe Mohammed Nādir Khān. Malgrado i primi successi, come la cattura di Kabul e la sconfitta di Amanullah Khan il 17 gennaio 1929 o la presa di Kandahar il 3 giugno, i saqqawisti vennero deposti dalle forze anti-saqqawiste guidate da Nadir il 13 ottobre 1929, portando quest'ultimo ad ascendere al trono dell'Afghanistan.
La guerra ebbe inizio quando la tribù dei Shinwari si rivoltò a Jalalabad redigendo un manifesto con 10 accuse che rivolgevano al governo, di cui 5 direttamente al sovrano. Anche se questa rivolta venne repressa da una parte dell'esercito guidata da Ali Ahmad Khan, a nord scoppiò un'ulteriore rivolta che riuscì a conquistare la città di Jabal al-Siraj, prima di attaccare Kabul il 14 dicembre 1928. Il primo assalto dei saqqawisti a Kabul venne respinto, ma il secondo assedio riuscì a mettere la capitale afghana nelle mani dei ribelli il 17 gennaio 1929. Il governo in carica aveva intrapreso una serie di riforme sociali come ad esempio l'espansione dei diritti delle donne e l'adozione di un regolamento militare (in particolare dopo la rivolta degli Alizai del 1923 e quella di Khost). Kalakani denunciò i suoi oppositori come kuffar, mentre le sue forze commisero atrocità e stupri oltre a razzie diffuse.
Dopo la presa di Kabul, i saqqawisti sconfissero il governo a Jalalabad guidato da Ali Ahmad Khan il 9 febbraio. Malgrado la sconfitta subita nella battaglia di Shaykhabad all'inizio di marzo, i saqqawisti riuscirono ad estendere il loro controllo su Kandahar a giugno dopo un breve assedio. Non furono però in grado di sconfiggere le forze di Nadir Khan nella valle di Logar che erano penetrate a marzo assieme alle forze di Amanullah, anche se quest'ultimo decise di lasciare il paese il 23 maggio. Dopo un mese di stallo, Nadir Khan riuscì infine a costringere i saqqawisti alla ritirata verso Kabul nell'ottobre del 1929, e poi nell'Arg. La presa dell'Arg il 13 ottobre 1929 segnò la fine della guerra civile, anche se l'attività dei saqqawisti continuò sino al 1931. La guerra civile continuò ad essere combattuta contro l'Armata Rossa nell'Afghanistan settentrionale da parte del movimento dei basmachi.
Durante la cattura di Kabul da parte degli anti-saqqawisti, le forze di Nadir saccheggiarono la città contro l'ordine del loro comandante. Dopo la guerra civile, Nadir non cedette il trono dell'Afghanistan ad Amanullah, e questo fatto portò allo scoppio di ulteriori rivolte, inclusa la rivolta dei Shinwari, la rivolta del Kuhistan, la rivolta dei Ghilzai e la rivolta di Mazrak.

## Antefatto
Dal 1919 Amānullāh Khān regnava in Afghanistan, e poco dopo lo stato raggiunse l'indipendenza dall'Impero britannico. Prima del trattato di Rawalpindi l'Afghanistan aveva già stabilito una propria politica estera, incluse delle relazioni diplomatiche con l'Unione Sovietica nel 1919. Durante gli anni '20 del Novecento, l'Afghanistan stabilì anche delle relazioni diplomatiche con le principali potenze mondiali.
Il secondo giro di negoziati anglo-afghani si dimostrò inconcludente. Le due nazioni erano d'accordo nel riconoscere all'Afghanistan l'autonomia nella gestione degli affari esteri, ma gli inglesi non erano d'accordo che gli afghani continuassero le loro relazioni con gli indipendentisti Pashtun.
I sovietici, dopo la rivoluzione bolscevica del 1917, cercarono di fortificare i loro confini pacificando le nazioni in rivolta e in Afghanistan cercarono di stringere nuove relazioni a Kabul, minacciando nel contempo gli inglesi che erano intenzionati a supportare i controrivoluzionari in Russia. Nel tentativo di porre fine al controllo inglese della politica estera afghana, Amanullah inviò un emissario a Mosca nel 1919; Vladimir Lenin ricevette l'inviato caldamente e rispose inviando un proprio rappresentante a Kabul, offrendo aiuto al governo di Amanullah.
Durante il regno di Amānullāh, le relazioni sovietico-afghane variarono a seconda dell'andamento dei conflitti; l'Afghanistan era visto dai russi come un valido strumento per tenere a bada i piccoli gruppi musulmani presenti in Russia e anche per minacciare l'Inghilterra e le altre potenze occidentali. Nel contempo i sovietici erano intenzionati a servirsi degli afghani per eliminare gli elementi anti-bolscevichi dell'Asia centrale in cambio dell'aiuto dei russi contro gli inglesi. Gli afghani riuscirono ad ottenere ad esempio le oasi di Merv e Panjdeh grazie all'aiuto dell'Armata Rossa.
Nel maggio del 1921, afghani e sovietici siglarono un trattato di amicizia, il primo trattato internazionale firmato dall'Afghanistan dopo la piena indipendenza nel 1919. I sovietici fornirono agli afghani denaro, tecnologie ed equipaggiamenti militari.
Le relazioni anglo-afghane peggiorarono con l'avvicinamento dell'Afghanistan alla Russia. Inoltre Amanullah aveva dei contatti coi nazionalisti indiani ai quali aveva dato asilo a Kabul. Gli inglesi risposero a tutto ciò negando ad Amanullah il titolo di "Maestà" ed imponendo delle restrizioni al transito delle merci verso l'India.
Le riforme interne di Amānullāh non furono meno drammatiche delle iniziative di politica estera. Mahmud Tarzi, suocero di Amanullah e ministro degli esteri del regno, incoraggiò gli interessi del sovrano nelle riforme politiche e sociali, ma ne consigliò un'applicazione graduale sotto la guida del governo centrale, come avvenuto in Turchia sotto Kemal Atatürk. A livello sociale, Amanullah aderì a molte delle idee propostegli da Mahmud Tarzi all'epoca, così come ad esempio la riforma che diede maggiore libertà alla stampa locale. Tarzi, influenzato dall'occidente, vi portò anche i canoni dell'abbonamento e l'etichetta delle corti europee. Sua moglie, la regina Soraya Tarzi, si impegnò perché Amanullah Khan si prodigasse a favore delle donne afghane.
Le riforme di Amānullāh andarono a toccare molte aree della vita degli afghani. Nel 1921 fondò l'aviazione nazionale, pur disponendo di pochi aerei sovietici e di qualche pilota in tutto; il personale dell'esercito afghano venne inviato per la formazione in Francia, Italia e Turchia. Pur essendo giunto al potere col supporto dell'esercito, Amanullah si alienò l'appoggio di molti militari riducendo la loro paga e la dimensione delle forze militari nazionali. I consiglieri turchi di Amanullah gli consigliarono di pensionare gli ufficiali più anziani che opponevano resistenza alla costituzione di un esercito composto da professionisti. Il ministro della guerra di Amanullah, il generale Muhammad Nadir Khan, membro del ramo Musahiban della famiglia reale, si opponeva per primo a questi cambiamenti, preferendo invece far leva sulla sensibilità delle varie tribù. Il re rifiutò il consiglio di Nadir Khan, e nell'esercito iniziò a formarsi una fazione anti-turca; nel 1924 Nadir Khan lasciò il governo e divenne ambasciatore in Francia.
Le riforme Amānullāh avrebbero radicalmente mutato l'Afghanistan, ma gran parte delle sue proposte morirono con la sua abdicazione. Egli promulgò una serie di variazioni epocali come ad esempio l'adozione dell'anno solare, l'uso dell'abbigliamento di tipo occidentale, l'abolizione del velo alle donne, l'eliminazione della schiavitù e del lavoro forzato, l'introduzione di un'educazione secolare (per bambini e bambine) destinata anche agli adulti ed ai nomadi. Le sue riforme economiche comprendevano la ristrutturazione, la riorganizzazione e la razionalizzazione dell'intero sistema fiscale, una serie di campagne anti-corruzione, una tassazione basata sul censo,  il primo bilancio preventivo dello stato (nel 1922), oltre all'adozione del sistema metrico-decimale, la fondazione della Bank-i-Melli (Banca Nazionale) nel 1928, e l'introduzione dell'Afghani come moneta a partire dal 1923. Anche le riforme politiche e giudiziarie proposte da Amānullāh furono radicali ed includevano la prima costituzione dell'Afghanistan (nel 1923), la garanzia dei diritti civili (dapprima per decreto e poi costituzionalmente), l'uso di carte d'identità e un registro nazionale per i cittadini, la fondazione di un'assemblea legislativa, un sistema di tribunali secolari, il nuovo codice penale, civile e commerciale, l'abolizione di sussidi e privilegi ai capi tribali ed ai membri della famiglia reale.
Anche se la sharia (legge islamica) avrebbe continuato ad essere la legge di riferimento, vennero introdotte interpretazioni più moderne ed eque. I capi religiosi, che avevano ottenuto grande influenza durante il regno di Habibullah Khan, si dimostrarono scontenti delle riforme religiose di Amānullāh ed iniziarono a cospirare contro di lui.

## Il corso della guerra

### L'inizio della guerra (novembre - dicembre 1928)

#### La rivolta dei Shinwari
Le prime rivolte iniziarono quando i membri della tribù pashtun dei Shinwari si ribellarono ed assediarono Jalalabad il 14 novembre 1928, tagliando le linee telegrafiche e sbarrando la strada per la capitale, affiggendo poi un manifesto con dieci accuse per il malgoverno, cinque delle quali imputate direttamente ad Amanullah ed alle sue riforme. Durante la rivolta dei Shinwari avvenuta due anni dopo, i Shinwari comunicarono che la prima rivolta "non era poi tanto contro Amanullah quanto piuttosto contro gli esattori delle tasse di Jalalabad". La risposta iniziale del governo fu di inviare sul posto un piccolo contingente per riconquistare Jalalabad, che venne bloccato a Nimla, a 32 chilometri ad ovest di Jalalabad, dove le forze si trovarono circondate e poi distrutte. Amanullah inviò quindi due rappresentanti a sopprimere le rivolte, il suo ministro degli esteri, Ghulam Siddiq Khan, ed il comandante del consiglio nazionale, Shayr Ahmad Khan. Alla fine di novembre iniziarono i primi negoziati separati con le tribù.
Il 3 dicembre 1928 Amanullah decise di inviare suo cognato, Ali Ahmad Khan Luynab, a risolvere definitivamente il problema, e lo fece accompagnare da truppe, miliziani e con una notevole somma di denaro per riconciliare i capi tribù. Ghulam Siddiq e Shayr Ahmad vennero richiamati a Kabul.
Nel frattempo, vennero coinvolte anche altre tribù ad assistere le truppe governative nella repressione dei Shinwari. Questi uomini non avevano motivo di essere particolarmente leali al governo e videro nella situazione semplicemente l'opportunità di arricchirsi.

#### L'assedio di Jabal al-Siraj
Amanullah accolse positivamente la notizia delle prime riconciliazioni. Ma fu un miglioramento solo apparente,  dato che le forze ribelli, guidate dal tagico Habibullah Kalakani, si stavano dirigendo verso Kabul da nord. Kalakani era nativo di Kalakan, un villaggio a trenta chilometri a nord della capitale. A fine novembre, questi uomini assediarono Jabal al-Siraj, a nord di Kabul, e l'11 o 12 dicembre. Dopo 18 giorni di assedio, Ahmad Ali Lodi dovette far arrendere e lasciare conquistare ai ribelli la cittadella locale, compresa la cassa del tesoro locale e 18 mitragliatrici, oltre ad un numero non specificato di fucili e armi pesanti.

#### Prima battaglia di Kabul
Motivato dalla vittoria, Kalakani attaccò Kabul con 2000 uomini (solo 200 di questi erano armati con fucili, il resto aveva bastoni ed asce) il 14 dicembre 1928, e riuscì a penetrare coi suoi uomini nel forte di Murad Beg dalla parete nord del Kuh-i Kutal, nei pressi del villaggio di Khayr Khanah. I ribelli, sapendo che la deposizione di un emiro andava contro la sharia, con un rituale apposito proclamarono Kalakani quale nuovo emiro. Poi nel pomeriggio raggiunsero il villaggio di Dih-i Kupak, e continuarono fino al parco di Bagh-i Bala occupando il palazzo locale, che era stata una delle residenze estive di Abdur Rahman Khan ed era poi stato convertito in ospedale militare per il personale della guardia dell'emiro e residenza del medico turco di corte, Bahjet Beg. Dopo aver disarmato le guardie, il palazzo venne preso in carico dai ribelli, rassicurando gli ospiti che non sarebbe stato fatto loro del male.
I ribelli riuscirono inoltre a penetrare nella casa e nella torre della fortezza di Shahr Ara, difesa da Shawkat Beg, un ufficiale turco che era figlio di Muhammad Akbar Khan. Con poche forze e un ristretto gruppo di cavalieri, Shawkat Beg riuscì ad impedire che i ribelli penetrassero nella città vecchia.
Col proseguire degli scontri, in città vennero dislocati dai ribelli molti di pezzi d'artiglieria,  quindi solo la cavalleria e la guardia personale dell'emiro rimasero ad opporsi alle forze di Kalakani. Il resto dell'esercito scelse di ammutinarsi per protesta contro le disposizioni del governo relative all'esercito, non rispondendo più agli ordini dei loro superiori. La confusione ed i tumulti aumentarono. L'emiro divenne furioso una volta saputo dell'ammutinamento, e ordinò che le armi fossero distribuite a tutti gli abitanti della città di Kabul ed a quanti fossero disposti a combattere i Shinwari. Ancora una volta gli afghani si rifiutarono di prendere le armi contro gli uomini di Kalakani. A peggiorare la situazione, alcuni Waziri, Mangali e Ahmadzai lasciarono l'esercito di Kalakani e si posizionarono sulla collina di Asmai, al centro di Kabul, iniziando a sparare sia contro le truppe dell'emiro che contro i ribelli.
Ghulam Ghaws, il cui padre Malik Jahandad Ahmadzai era stato giustiziato per lo scoppio della rivolta, si pose alla testa di 300 fucilieri e insorse anch'egli contro i governativi.
La battaglia si concluse il 25 dicembre, quando Kalakani venne ferito ad una spalla e si ritirò 20 chilometri più a nord, presso il forte di Murad Beg, nella regione di Kuhdaman.

### La caduta del governo di Amanullah (gennaio 1929)

#### L'assedio del forte di Murad Beg
La ritirata di Kalakani diede ad Amanullah la possibilità di ricompattare le sue truppe. Alla fine di dicembre iniziò a bombardare il forte di Murad Beg, azione che continuò sino al 13 gennaio con pochi risultati. La mattina del 14 gennaio Amanullah abdicò al trono in favore di suo fratello Inayatullah Khan, che governò a sua volta solo tre giorni prima di fuggire in esilio in Persia. Gli sforzi di Amanullah di recuperare il potere si risolsero in un fallimento. Il deposto re attraversò il confine e si recò in esilio in Italia rimanendo in Europa sino alla sua morte nel 1960 a Zurigo, in Svizzera. All'epoca della sua abdicazione, le truppe di Amanullah stavano combattendo presso il passo di Khayr Khanah 11 chilometri a nord di Kabul.

#### La seconda battaglia di Kabul
Dopo essere asceso al trono afghano, Inayatullah Khan inviò un proprio ambasciatore a Kalakani. L'inviato informò Kalakani che l'ascesa di Inayatullah poteva essere illegale secondo la shariah, dal momento che Kalakani era salito al trono nel mese islamico del Rajab, mentre Inayatullah nel mese islamico di Sha'ban. Per risposta, Kalakani con 28 armati al seguito, passò nel villaggio di Dih-i Afghanan e da lī attaccò la capitale, al grido di slogan religiosi. Al termine del primo giorno del suo regno, Inayatullah venne costretto a rimanere barricato nell'Arg con diversi suoi ministri.
Il 16 gennaio, mentre 80 Hazaras di Bihsud difendevano la fortezza di Qalah-i Buland e l'arsenale a Kulula Pasha, alcuni ufficiali giurarono fedeltà a Kalakani. Tra questi vi era Shayr Ahmad, capo del consiglio nazionale, Fayz Muhammad Khan, ex ministro del commercio, Abd al-Hadi Khan, ministro delle finanze, ed i figli di Abdur Rahman Khan: Mir Hashim, Sardar Amin Allah Khan, Muhammad Umar Khan, oltre a diversi viceministri e capisezione del governo.
Il 17 gennaio, Inayatullah, provato dalla mancanza di supporto da parte degli abitanti di Kabul, decise di arrendersi e di abdicare al trono. Kalakani gli permise di lasciare la città con la sua famiglia e un tesoro personale di 3000 rupie.
(Inayatullah Khan nel suo discorso di abdicazione)

### Il governo di Kalakani su Kabul e le offensive saqqawiste (febbraio - agosto 1929)
Il 9 maggio, Kalakani approvò a Kabul un decreto che proibiva ai cittadini della capitale di abbandonarla senza permesso debitamente autorizzato.
Il 31 maggio, Kalakani fece visita al santuario di Mazar-i Khwajah Musafir, nei pressi del villaggio di Chihil Tan sopra il villaggio di Shaykh Muhammad Riza-yi Khurasani, nel distretto di Paghman, a 9,6 chilometri ad ovest di Kabul.

#### Kalakani contro Ali Ahmad Khan

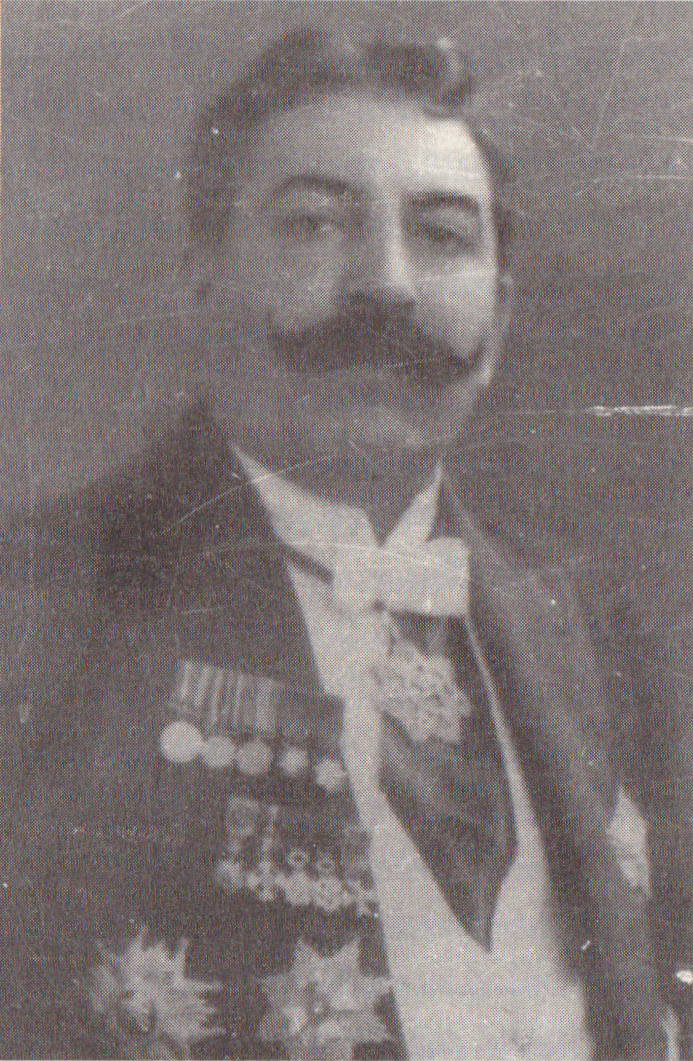
Ali Ahmad Khan

A seguito della sua presa del potere Kalakani, temendo un contrattacco da parte dei lealisti di Amanullah, trasferì il tesoro di stato a Kudhaman.
La prima opposizione concreta a Kalakani venne da Ali Ahmad Khan, che si trovava ancora a Jalalabad dopo la soppressione della rivolta locale, e dove i locali lo proclamarono quale nuovo emiro dopo aver saputo dell'ascesa di Kalakani. Allora Ali marciò con le sue truppe su Samucha-i Mulla Omar, Tangi Khurd Kabul e Chanri, prendendo posizione in quest'ultima località. Poi, alla testa di 2000 uomini e di una milizia tribale, marciò su Jagdalak, dove attese le forze che Mohmands gli aveva promesso. Tra il 23 ed il 29 gennaio, Ali inviò proclami dal suo nuovo emirato a Kabul richiamando il popolo ad unirsi alla sua causa.
Malik Qays, della tribù dei Khogyani, inizialmente alleato di Ali, lo catturò e lo portò da Kalakani in cambio di 17 000 rupie e del rango di tenente generale, ponendo de facto fine al regno di Ali il 9 febbraio.

#### Kalakani contro le tribù anti-saqqawiste
Prima del 13 marzo ebbe luogo la battaglia di Shaykhabad, a 74 chilometri da Kabul, a metà strada tra Kabul e Ghazni.
Fu qui che Karim Khan Wardak, che si era rifiutato di giurare fedeltà a Kalakani, si attestò in posizione di difesa. Nel contempo, Abd al-Wakil Khan, che era stato nominato feldmaresciallo da Kalakani, venne inviato a Ghazni ed a Qandahar con una forza di 3000 uomini. Quando Abd al-Wakil raggiunse i villaggi di Bini Badam e Qalah-i Durrani, a 48 chilometri da Kabul, si fermò per affrontare le forze di Karim Khan Wardak. Ma Karim Khan, assieme ai capi Wazir ed Hazara che avevano supportato Aman Allah, inviò un messaggio al feldmaresciallo con queste parole:
- Primo: la fortezza di Abd al-Ahad Khan sia protetta dalle razzie.
- Secondo: i fucili dati a noi dall'emiro Aman Allah siano lasciati in nostro possesso.
- Terzo: noi tutti, popolo di Wardak, viventi nel territorio di Ghazni, non dovremo subire razzie o violenze anche se non abbiamo ancora giurato fedeltà.
- Quarto: quando il vostro esercito passerà nei nostri territori durante i suoi due giorni di marcia, tutti i foraggi e ciò che serve sarà procurato a prezzo di mercato e non requisito.

Una volta passato l'esercito, promettiamo di portarci a Kabul e di dare il nostro tributo d'omaggio e di alleanza all'emiro con cuore sincero»
(Karim Khan Wardak)
Abd al-Wakil accettò questo messaggio di facciata, inviando 1800 uomini di stanza a Qal ah-yi Durrani, a marciare su Shaykhabad con 400 cavalieri e 800 miliziani kuhistani e kuhdamani che aveva fatto sostare presso il villaggio di Bini Badam. Dopo un'estenuante marcia su colline innevate, le forze di Abd al-Wakil vennero attaccate in un'imboscata presso Zarani, da uomini della tribù Wardak. Molti degli uomini di Abd al-Wakil vennero uccisi: solo 20 dei 400 cavalieri sopravvissero.
La popolazione di Maydan, Jalriz e Sanglakh si rifiutarono di unirsi a Kalakani, e costituirono a loro volta un'alleanza con i Wardak e circondarono le armate di Kalakani presso Maydan, e li sconfissero a Qalah-i Durrani, prima di avanzare su Arghandah, a 22,5 chilometri ad ovest di Kabul, dove alcune delle forze di Kalakani decisero di ritirarsi verso Qalah-i Qazi, Chardihi e Kuhdaman.
All'alba del 22 marzo, Kalakani personalmente si pose alla testa dei suoi uomini sulla strada da Kabul verso Arghandah per motivare i suoi soldati e convincerli ad avanzare su Kutal-i Shaykh, un piccolo villaggio all'intersezione del passo di Unay. La battaglia di Kutal-i Shaykh che ne nacque durò sino a sera con la vittoria di Kalakani.
La mattina del 23 marzo, Kalakani ordinò a 500 miliziani di dirigersi a Kabul da Najrab. Il 24 marzo, Kalakani ordinò ad alcuni Kuhdamani, Kuhistani, ed alla popolazione dei villaggi di Dih-i Nur, Maydan e Arghandah di coprire la retroguardia dell'esercito a Qalah-i Durrani e Pul-i Maydan. Sul finire del giorno, il feldmaresciallo dell'esercito di Kalakani, Purdil Khan (che era ministro della difesa) bombardò Maydan. Il 25, Purdil Khan riuscì a prendere Madan, ma le pesanti perdite subite gli impedirono di avanzare su Wardak e Ghazni, e si ritirò perciò verso Arghandah e Qalah il giorno successivo.

#### Kalakani contro Amanullah
Successivamente Amanullah aveva deciso di tornare in Afghanistan e per questo marciò da Qandahar con un esercito composto da guerrieri Durrani, Khattak, Ghilzai e Hazara. Quattro giorni dopo aver passato il confine, Amanullah seppe della rivolta dei saqqawisti a Herat. Il 27 marzo, Habibullah Kalakani ordinò a suo fratello, Hamid Allah Kalakani, di guidare una forza di Panjshiridi con 14 cannoni verso Maydan. A Kutal-i Shaykh, queste forze ottennero una grande vittoria che permise loro di continuare ad avanzare in direzione di Maydan dove fecero 25 prigionieri e distrussero diversi forti. La notte del 28 marzo, alcuni anti-saqqawisti colpirono le forze di Hamid Allah, e furono in grado di infliggere molte perdite ai loro nemici, sequestrando diversi cannoni e fucili. Il 30 marzo, gli anti-saqqawisti ripresero gli scontri e questa volta riuscirono quasi completamente ad espellere le forze di Hamid Allah da Maydan, ad eccezione di alcuni distaccamenti che vennero circondati nelle fortezze di Qalah-i Abd al-Ghani Khan Beg Samandi, a 22 chilometri ad ovest di Shaykhabad. Gran parte dell'esercito sconfitto di Hamid si ritirò ad Arghandah ed a Qalah-i Qazi.
Il 31 marzo, Kalakani diede il via ad un'altra offensiva su Maydan con alcuni progressi. Il 2 aprile, una forza proveniente da Bihsuf occupò il passo di Unay e raggiunse un accordo con i miliziani Surkh-i Parsa, Turkman, Bamyan, Balkhab e Shaykh Ali Hazarah perché attaccassero Kuhistan e Kuhdaman passando dalla valle di Ghurband mentre simultaneamente sarebbe stata attaccata anche Kabul dalla strada per Maydan. Il 3 aprile, le forze di Kalakani combatterono a Shash Gaw, 21 chilometri a nord di Ghazni. Il 7 aprile vennero sconfitti presso Shiniz ed il 9 aprile a Shaykhabad ed a Jaghatu, a nordovest di Ghazni. Fayz Muhammed riportò nelle sue memorie che Kalakani subì una grande sconfitta il 9 aprile e che le sue forze ripiegarono a Qalah-i Durrani, mentre lo storico inglese Robert D. McChesney riporta tale notizia come errata. Il 12 aprile a Kabul giunse la notizia che Ghazni era stata circondata dalle forze anti-saqqawiste. A metà marzo, Mohammed Nadir Shah, partito dalla Francia a gennaio, giunse a Jalalabad per centralizzare l'opposizione a Kalakani. Il 16 aprile Ghazni cadde effettivamente nelle mani delle forze anti-saqqawiste, e le forze di Kalakani vennero sconfitte a Shaykh Amir, presso il passo di Majid. Il 20 aprile, le forze anti-saqqawiste si trovavano alle porte di Paghman, poco più ad ovest di Kabul, mentre le forze di Hazarah provenienti da Bihsud avevano attraversato il passo di Unay e stavano dirigendosi verso Ghurband, mentre un'altra forza era impegnata a impedire che gli uomini di Kalakani potessero passare l'area di Hazarahjat. Il 21 aprile i soldati leali a Kalakani lasciarono Kabul per rinforzare Ghazni. Nel contempo, Kalakani decise di rinforzare il forte di Qalah-i Durrani per impedire alle tribù ribelli di avanzare nel territorio. Il 24 aprile, le forze di Kalakani si scontrarono coi loro nemici a Shash Gaw, a 21 chilometri a nordovest di Ghazni. Il 26 aprile, impegnato a dare assedio a Ghazni, Amanullah diede inaspettatamente e inspiegabilmente l'ordine di ritirarsi verso Qandahar. Il 28 aprile, l'esercito di Kalakani riprese Ghazni, ma il 30 aprile, le forze anti-saqqawiste ripresero Ghazni. In quello stesso giorno, una grande offensiva condotta dagli anti-saqqawisti fece fuggire le truppe di Kalakani dalle loro posizioni di Shaykhabad, Takiya e Shash Gaw, costringendoli alla ritirata verso Daht-i Tup. Il 1º maggio, le forze anti-saqqawiste continuarono la loro offensiva, scontrandosi coi nemici a Dasht-i Tup ed a Shaykhabad. Il 7 maggio alcune unità vennero inviate da Kabul a Mahtab ed a Arghandah per preparare le difese locali. L'8 maggio, mentre si stava combattendo a Dasht-i Tup ed a Bini Badam, le forze saqqawiste al comando di Purdil Khan partirono da Charikar. Uno dei generali di Kalakani, Muhammad Unar Khan, morì il 14 maggio e il giorno successivo Kalakani inviò delle unità a Kuh-i Asmai ed a Shayr Darwazah. Il 19 maggio, Amanullah assediava Kalat, a 129 chilometri a nord di Qandahar. Il 23 maggio, Amanullah Khan lasciò l'Afghanistan recandosi nel British Raj, lasciando suo fratello Inayatullah Khan a capo della resistenza anti-saqqawiste. Kalakani aveva ancora il controllo dell'intera regione di Ghazni, e la strada a sud della città era aperta. Il 1º giugno, le forze anti-saqqawiste che all'epoca si trovavano a Qarabagh decisero di ritirarsi verso Qandahar, mentre le armate di Kalakani riuscirono a prendere il controllo di Kalat ed a circondare la città di Qandahar, che cadde nelle loro mani il 3 giugno successivo.

#### Kalakani contro Nadir
L'8 marzo Nadir Khan attraversò il confine dell'Afghanistan poco più a est di Matun, nella valle di Kurram. Il 16 marzo, Kalakani inviò le proprie truppe lungo due direzioni: sulla strada che da Maydan va a Qalah-i Mahtab Bagh, Qalah-i Durrani, Qalah-i Qazi ed a Arghandah, e attraverso quella che passa Charasya e Musai e arriva a Logar. 129 uomini vennero inviati nella valle di Logar, e furono sconfitti a Waghjan Gorge (tra Kushi nel Kulangar e Shikar Qalah), costretti alla ritirata verso Rishkhur, a sud di Kabul. Il 23 marzo pesanti combattimenti si ebbero a Najrab, a nord di Kabul. Il giorno successivo, 500 uomini di Kalakani che stavano marciando da Charasya a Kulangar caddero in un'imboscata ed ebbero diversi morti e feriti.

Il 31 marzo, vi furono diversi capovolgimenti per Kalakani sul fronte di Maydan. Il 23 marzo, 6000 soldati della tribù Mangal si unirono a Nadir Khan presso Khost. Quattro giorni dopo le truppe partirono alla volta di Urgun, raggiungendola il 5 aprile. Alcuni giorni dopo presero Baladah, ed il 15 aprile conquistarono Gardez. Il 23 aprile Nadir arrivò a Safid Qalah, all'entrata sud del passo di Altamur. Il 24 aprile proseguirono attraverso il passo sino a Charh, dove si confrontarono con le forze di Kalakani. Dopo un successo iniziale con la presa del villaggio di Dabar, Nadir venne costretto alla ritirata a Sijinak, ad est di Gardiz il 27 aprile. Il 22 aprile, Kalakani aveva inviato delle truppe a Logar a difenderla contro Nadir, le cui forze avevano preso Dubandi ed il villaggio di Kushi in quello stesso giorno. Il 23 aprile a Kabul si venne a sapere che le truppe di Kalakani erano state sconfitte e si erano ritirate verso Qalah-i Durrani sulla strada tra Maydan e Ghazni. Il 23 aprile, Nadir raggiunse il Waghjan Gorge ed il 24 le sue forze entrarono nel villaggio di Aghujanm a 35 chilometri a sud di Kabul. Il 25 aprile, Nadir raggiunse Hisarak nella valle di Logar, ed il 1º maggio, dopo tre giorni di lotte a sud, le forze di Kalakani compirono un attacco su Khushi nel Logar e la saccheggiarono. Dal 3 maggio, Nadir si era stabilito in un forte presso Surkhab, minacciato dalle truppe di Kalakani che volevano impedirgli di procedere verso sud. Il sesto giorno Kalakani inviò delle nuove truppe a Charikar. L'11 maggio si venne a sapere a Kabul che Nadir era giunto ormai a Charkh. L'8 maggio, intanto, Hashim (fratello di Nadir Khan) era riuscito a persuadere le truppe delle province orientali a unirsi alla sua causa contro Kalakani, procurando in tutto 400 000 uomini tra le tribù Tagab, Tangi Gharu, Ghakari e Lataband per attaccare Kuhdaman, Kuhistan e Kabul. In quello stesso giorno, le forze di Nadir raggiunsero la regione di Pul-i Hashim Khayl a Gandamak per continuare verso sud. L'11 maggio le tribù alleate di Nadir si mossero su Kabul ma vennero bloccate dai shinwari saqqawisti a Surkhrud. Il 15 maggio Nadir attraversò il passo Tirah ed iniziò un'incursione nella valle di Logar che continuò anche il giorno successivo inseguendo le forze nemiche sino a Kulangar, Kutti Khayl ed a Muhammad Aghah, per ottenere il controllo della valle di Ghurband. Il 16 maggio Nadir raggiunse Khak-i Jabbar ed il 23 maggio, quando ormai erano in corso i negoziati di pace, Kalakani inviò una forza di 300 uomini a Logar. Il 26 giugno le forze di Kalakani ripresero Gardiz.
Il 14 luglio, le forze di Nadir Khan entrarono nella valle di Logar e vinsero a Padkhwab-i Rughani, avanzando su Surkhab dove vennero circondati ed assediati dalle forze di Kalakani. Il 18 luglio le forze di Kalakani combatterono una battaglia presso Khurd Kabul, confiscando tutte le automobili e i carri presenti nella capitale così da far giungere sul posto tutti i rifornimenti necessari il prima possibile. Il 19 luglio la situazione parve stabilizzarsi. Il 18 agosto, Nadir spostò i suoi quartieri generali verso Ali Khayl assieme alla tribù Jaji, che gli giurò fedeltà.

### Il crollo dei saqqawisti e la fine della guerra civile (agosto-ottobre 1929)
Il 18 agosto una rivolta anti-saqqawista ebbe luogo a Bamyan, Ghuri e Baghlan, bloccando le forze di Kalakani sulla strada verso il Turkistan e costringendole invece a ritirarsi verso Ghurband. Il 21 agosto, il Sayyid di Shaykh Ali lanciò un'offensiva contro Kalakani, avanzando verso Khanabad, Andarab e Ghurband. All'inizio di settembre i saqqawisti vinsero la loro ultima vittoria prendendo Jalalabad. Il 23 settembre una rivolta pro-Nadir a Kandahar riuscì a scacciare le forze di Kalakani dalla città. Il 29 settembre un gruppo di forze pro-Nadir al comando di Shah Wali attraversarono la linea Durand ed occuparono Khushi. Il giorno successivo Nadir inviò 1000 uomini a Tangi Waghjan, a bloccare la strada per la valle di Logar. Il 3 ottobre, dopo un'intensa battaglia, le forze anti-saqqawiste catturarono il villaggio di Muhammad Aghah, attestandosi a breve distanza da Kabul.
Kalakani stesso prese parte allo scontro, cercando di risollevare lo spirito dei suoi soldati, ma senza riuscirvi. Le forze anti-saqqawiste continuarono la loro marcia verso Kabul, assediando Charasya, Chihil Tan e Chihil Sutun il 5 ottobre. Dal 7 ottobre, le forze di Kalakani si erano ormai ritirate da gran parte del territorio esterno di Kabul, e si preparavano alla loro ultima lotta. Il 9 ottobre, dopo una dozzina di ore di scontri per le vie di Kabul, l'Arg venne posto sotto assedio. Il 13 ottobre, dopo diversi giorni di bombardamento, le forze di Nadir penetrarono nell'Arg e dopo una breve ma intensa battaglia lo catturarono ponendo fine alla guerra civile. Saputa la notizia, un piccolo contingente di truppe di Kalakani che stava assediando Jabal al-Siraj decise di arrendersi quello stesso giorno.

## Conseguenze

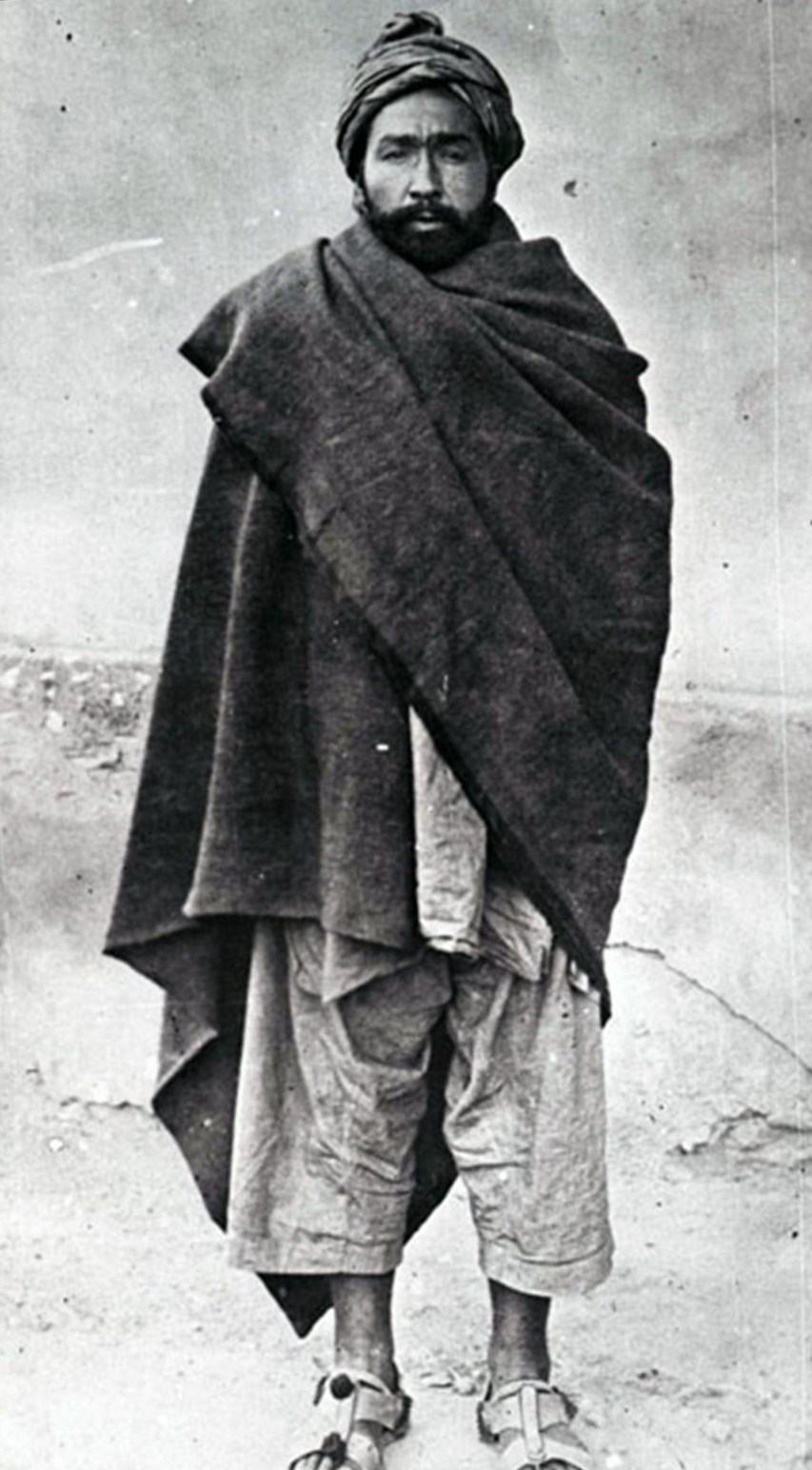
Habibullah Kalakani, il bandito tagico noto in Afghanistan col soprannome di Bacha-i Saqqao, qui fotografato in catene prima di essere giustiziato nel novembre del 1929.

Il 15 ottobre, Mohammed Nadir Shah giunse a Kabul dopo aver saputo della sconfitta di Kalakani. Pur essendo orientato a perdonare Kalakani, sotto pressione delle tribù leali alla sua causa Nadir decise di firmare la condanna a morte di Kalakani e dei suoi il 1º novembre 1929. Kalakani, suo fratello, e 9 altri del gruppo vennero allineati verso il muro occidentale dell'Arg e fucilati. Durante il regno di Nadir, i saqqawisti tentarono una nuova rivolta, la ribellione del Kuhistan (luglio 1930), che fu repressa nel giro di una settimana. I tentativi di rivolta dei saqqawisti continuarono fino al 1930 a Kuhdaman, ed al 1931 ad Herat.
Dopo aver vinto la guerra civile, Nadir non cedette il trono afghano ad Amuanullah, ma lo tenne per sé e questo causò ulteriori rivolte. Le prime, la rivolta dei Shinwari e la Ribellione del Kuhistan (febbraio-aprile 1930), si verificarono nel 1930. Nel 1938 si verificò la rivolta dei Ghilzai. Negli anni '40, Mohammed Zahir Shah dovette fronteggiare diverse rivolte tribali, causate dai tentativi di molti gruppi di restaurare sul trono Amanullah. Durante la seconda guerra mondiale, la stampa occidentale dette notizia che Amanullah Khan stesse lavorando come agente per la Germania nazista a Berlino, e si ritiene che abbia collaborato con le potenze dell'Asse tentando di riottenere da loro il trono.
Secondo Resort to war: a data guide to inter-state, extra-state, intra-state, and non-state wars, 1816–2007, entrambe le parti persero 7500 uomini durante la guerra civile.